# 6-fosfogluconolattone
Il 6-fosfogluconolattone è un intermedio della via dei pentoso fosfati. È sintetizzato a partire dal glucosio-6-fosfato tramite l'azione dell'enzima glucosio-6-fosfato deidrogenasi, e idrolizzato a 6-fosfogluconato ad opera della 6-fosfogluconolattonasi.